# 2019 FNS歌謡祭

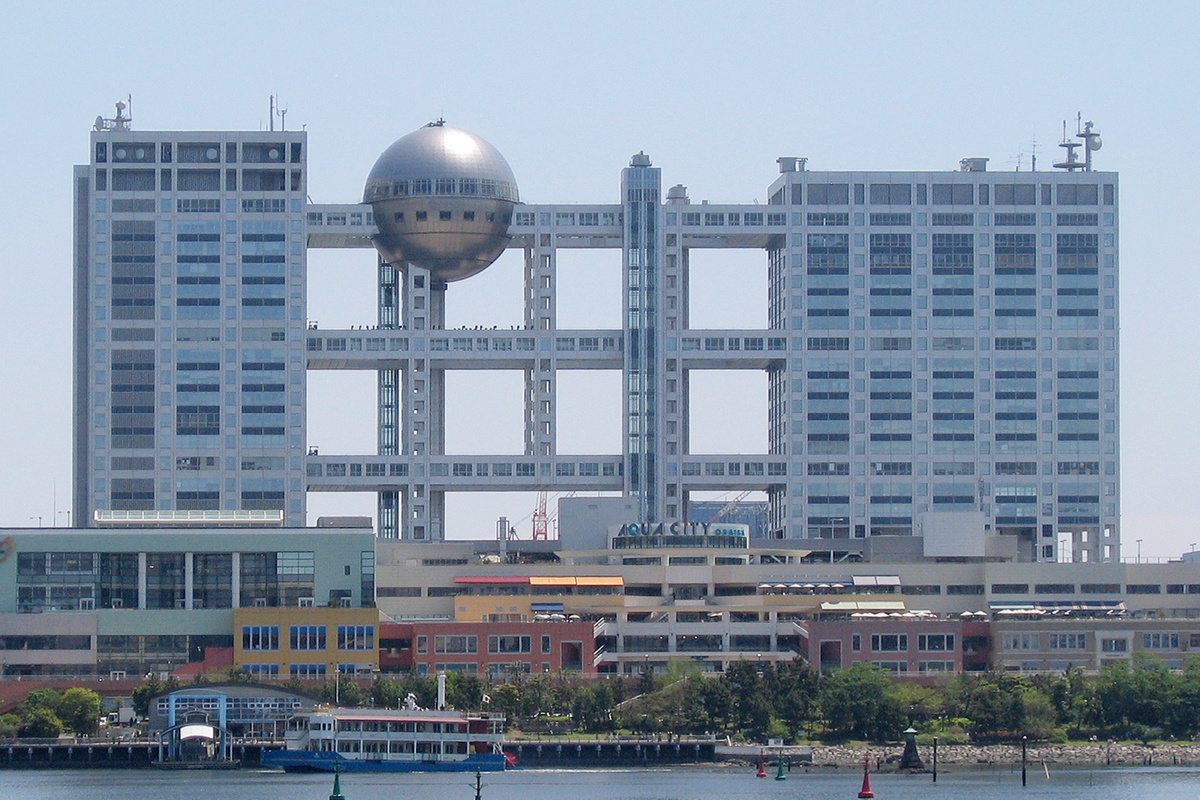
「第2夜」の会場となる番組の生放送が行われたフジテレビ本社「FCGビル」

『2019 FNS歌謡祭』（2019 エフエヌエスかようさい）は、フジテレビ系列で2019年12月4日 18:30 - 23:28（JST）・12月11日 19:00 - 23:28（JST）に生放送された通算48回目の『FNS歌謡祭』。

## 概要
令和最初であり、番組開始45周年記念の『FNS歌謡祭』となる。
2019年11月7日放送の『VS嵐』で、本年の総合司会に嵐の相葉雅紀と当時フジテレビアナウンサーの永島優美が就任することが発表された。両者が『FNS歌謡祭』で司会を務めるのは初となる。また、前年まで司会を務めていた森高千里・渡部建・加藤綾子からバトンタッチする形となる。
2015年 - 2018年に引き続き、5年連続で本年も当番組では2DAYS・2週連続として2回に分けて生放送されることが番組ホームページで発表された。さらに、第1夜の放送時間は拡大されて例年より30分早い18:30開始となり、本年はそれぞれ4時間58分と4時間28分（2週合計9時間26分）の大長編となる。また、第1夜の放送時間は当番組としては過去最長である。第1夜は例年通りの形式でグランドプリンスホテル新高輪「飛天」より12月4日 18:30 - 23:28（JST）に、第2夜はフジテレビ特設スタジオより12月11日 19:00 - 23:28（JST、NST新潟総合テレビ・福井テレビ・東海テレビ・関西テレビ・高知さんさんテレビ・サガテレビは23:22飛び降り）に生放送された。
相葉が単独で音楽番組の司会を務めるのは『第67回NHK紅白歌合戦』（NHK）以来3年ぶりとなる。また、ジャニーズ事務所所属のタレントが当番組で司会を務めるのは草彅剛（当時・SMAP）が担当した2014年以来5年ぶりとなる。
12月4日（第1夜）の平均視聴率は第1部（18:30 - 19:00）が9.6%、第2部（19:00 - 23:00）が14.1%、第3部（23:00 - 23:28）が10.3%だった。また、瞬間最高視聴率は20:55（JST）、平井堅と東京スカパラダイスオーケストラの共演で「POP STAR」を披露しているシーンで、17.6%だった（いずれもビデオリサーチ調べ、関東地区・世帯・リアルタイム）。
12月11日（第2夜）の平均視聴率は第1部（19:00 - 23:00）が10.8%、第2部（23:00 - 23:28）が8.4%だった。また、瞬間最高視聴率は21:06（JST）、木梨憲武が「GG STAND UP!! feat. 松本孝弘」を披露しているシーンで、13.6%だった（いずれもビデオリサーチ調べ、関東地区・世帯・リアルタイム）。

## 当日のステージ

### 第1夜
トップバッターでは、当番組では広瀬香美とLittle Glee Monsterがそれぞれ初めて担当して「広瀬香美ウィンターソングメドレー」の1曲目として「ロマンスの神様」を披露した。大トリでは、関ジャニ∞が初めて担当して「友よ」を披露した。
第1夜のステージの最多出演者は嵐・城田優・広瀬香美・Little Glee Monsterであり、それぞれ3曲に参加していた。
番組前半では、広瀬香美が自身のヒット曲を他のそれぞれの出演アーティストとのコラボレーションによるメドレーで披露された。尚、番組のオープニング前に行われた。また、昭和の名曲が出演アーティストのカバーによるメドレーで披露された。さらに、デビュー20周年を迎えた嵐の特別企画として、過去の『FNS歌謡祭』で披露された嵐のパフォーマンスで厳選された映像を「FNS歌謡祭 嵐 20周年名場面集」と題したVTR企画で振り返った。その後、FNS限定のスペシャルメドレーを披露した。そして、令和最初の『FNS歌謡祭』の特別企画として、昭和・平成に続く令和のデュエットソングを秋元康が『FNS歌謡祭』のために書き下ろして、その楽曲「Necessary」を鈴木雅之と乃木坂46の白石麻衣が特別に披露。
番組中盤では、ディズニー映画『アナと雪の女王2』公開を記念して、同作の主題歌と前作『アナと雪の女王』の楽曲を含めたスペシャルメドレーを披露された。また、中山美穂が「色・ホワイトブレンド」をフジテレビでは約24年ぶりに披露した。さらに、ディズニー映画『リトル・マーメイド』が今年で公開から30周年を迎えたことを記念して、同作の主題歌・挿入歌を出演アーティストのカバーによるメドレーで披露された。そして、AIがユニバーサル・スタジオ・ジャパンのギネス世界記録のイリュージョン・クリスマスツリーや巨大なプロジェクションマッピングでパフォーマンスを披露した。その他では、『FNS歌謡祭』放送45周年記念特別企画として、過去の『FNS歌謡祭』で披露された厳選されたコラボレーションを中心とした名パフォーマンスを一挙にVTRで振り返る「FNS歌謡祭 感動の名演集」が行われた。
番組後半では、FNS名物である「ミュージカルメドレー」として『エリザベート』『オペラ座の怪人』『ファントム』といった各作品の主題歌や挿入歌を出演アーティスト同士のカバー・コラボレーションのスペシャルメドレーで披露された。また、番組恒例であるクリスマス&ウィンターソングメドレーが出演アーティストのカバー・コラボレーションで披露された。さらに、同じくミュージカルである渡辺直美主演の『ヘアスプレー』とKinKi Kidsの堂本光一主演の『Endless SHOCK』のそれぞれのオリジナルキャストによるスペシャルステージが行われた。そして、第2夜のテーマである「アーティストが選ぶ思い出の一曲」の先駆け企画として、DA PUMPのISSAが「思い出の一曲」である「OH MY LITTLE GIRL」を同じく尾崎豊をリスペクトしているジェジュンとのコラボレーションで披露された。
KinKi Kidsの新曲「光の気配」はこれがテレビ初披露となった。
AI、生田絵梨花、久保田利伸、劇団四季、椎名林檎、東京スカパラダイスオーケストラ、中山美穂、BTS、May J.、薬師丸ひろ子、ミュージカル『ヘアスプレー』は事前収録での出演だった。
第1夜では、ジャニーズ事務所からはKinKi Kids、嵐、NEWS、関ジャニ∞、Hey! Say! JUMP、中山優馬、京本大我（SixTONES／ジャニーズJr.）の7組が出演した。
出演アーティストは全58組で、全72曲中31曲がコラボレーション（共演）で披露された。

### 第2夜
第2夜では番組テーマが設けられており、「アーティストが選ぶ思い出の一曲」であった。また、番組の随所では、司会の相葉・永島アナと出演アーティストとの「思い出の一曲」のスタジオトークが展開された。尚、スタジオに出演するアーティストは、時間帯ごとに入れ替わるスタイルであり、主に出番を直後に控えているアーティストか出番を直前に終えているアーティストが出演していた。
トップバッターでは、King & Princeが自身の「思い出の一曲」として嵐の「One Love」をカバーして披露した。大トリでは、令和最初の『FNS歌謡祭』の特別企画「後世に歌い継ぎたい日本の名曲」として総勢9組の出演アーティスト（下記参照）が担当して坂本九の名曲「見上げてごらん夜の星を」を披露した。
第2夜のステージの最多出演者はジャニーズWEST・Perfumeであり、それぞれ4曲に参加していた。
番組前半では、上記のテーマでToshlが「思い出の一曲」である「粉雪」を藤巻亮太とのコラボレーション、DEAN FUJIOKAが「思い出の一曲」である「Smile」を松下奈緒とのコラボレーションで披露された。また、自身が80代の加山雄三が60代・70代のアーティストとのレジェンドバンド・加山雄三 & The Rock Chippersを結成して、作詞をさだまさし・作曲を高見沢俊彦が手掛けた楽曲「Forever with you 〜永遠の愛の歌〜」を特別に披露。さらに、同じく上記のテーマで第2夜に出演したジャニーズ事務所所属アーティストがそれぞれ自身の先輩ジャニーズの「思い出の一曲」をカバーしてスペシャルメドレーで披露された。そして、第1夜に続き「ミュージカルメドレー パート1」として『モーツァルト!』『レ・ミゼラブル』『マリー・アントワネット』といった各作品の主題歌や挿入歌をオリジナルキャストによるスペシャルメドレーで披露された。
番組後半では、とんねるずの木梨憲武がソロで当番組初出演して『木梨ファンク 〜NORI NORI NO-RI〜』に収録されている「GG STAND UP!! feat. 松本孝弘」と「I LOVE YOUだもんで。」の2曲のスペシャルメドレーを披露した。また、上記のパート1に続き「ミュージカルメドレー パート2」として『ミス・サイゴン』『四月は君の嘘』『アナスタシア』といった翌年に公演を控えている各作品の主題歌や挿入歌をオリジナルキャストによるスペシャルメドレーで披露された。さらに、デビュー15周年を迎えたPerfumeがFNS限定のスペシャルメドレーを披露した。
そして、『FNS歌謡祭』放送45周年記念特別企画として、KinKi Kidsの堂本剛が番組45周年を記念したオリジナルソングを番組の放送開始から同時で制作開始されて、番組の随所で楽曲制作風景が中継で放送された。番組終盤で完成した楽曲「しすてむ」を披露した。第2夜の番組の通し企画として行われた。
いきものがかり、加山雄三 & The Rock Chippers、木梨憲武、King & Prince、THE YELLOW MONKEY、Perfume、MAN WITH A MISSION、ミュージカル『四月は君の嘘』、ミュージカル『ミス・サイゴン』は事前収録での出演だった。
第2夜では、ジャニーズ事務所からは堂本剛、V6、亀梨和也、Kis-My-Ft2、Sexy Zone、ジャニーズWEST、King & Princeの7組が出演した。
出演アーティストは全38組で、全62曲中10曲がコラボレーション（共演）で披露された。

### 全体（第1夜・第2夜）
本年は蒼井翔太、生田絵梨花、伊原六花、伊礼彼方、亀梨和也、加山雄三 & The Rock Chippers、木梨憲武、木下晴香、京本大我、THE YELLOW MONKEY、ソニン、堂本剛、中元みずき、BTS、BiSH、日向坂46、Foorin、MAN WITH A MISSION、LA DIVAの19組のアーティストが『FNS歌謡祭』に初出演した。
第1夜・第2夜のどちらにも出演したアーティストは生田絵梨花、ISSA、大原櫻子、欅坂46、高見沢俊彦、谷村新司、堂本剛、森山良子、山崎育三郎の9組。
第1夜・第2夜合わせて、出演アーティストは94組・披露された楽曲は134曲・披露されたコラボレーション（共演）は41共演となった。
第1夜・第2夜合わせたステージの最多出演者は生田絵梨花と山崎育三郎であり、それぞれ計4曲に参加していた。
Aqoursは2017年以来の2年ぶり、いきものがかりは2016年以来の3年ぶりの『FNS歌謡祭』の出演となった。
KinKi Kidsの特別企画として、第1夜では堂本光一、第2夜では堂本剛のそれぞれの企画が行われた（上記参照）。尚、2020年4月4日放送の『KinKi Kidsのブンブブーン』でそれぞれの企画のステージの裏側や本人による放送後の反響などのインタビューが放送された。
「ミュージカルメドレー」は、第1夜・第2夜のどちらも、それぞれ異なる楽曲や作品で披露された（下記参照）。
また、昨年に引き続き、Sexy Zoneの松島聡とKing & Princeの岩橋玄樹はパニック障害で休養による活動休止中のため出演を辞退した。西野カナは2019年2月をもって歌手活動を休止したため出演を辞退した。
AKB48の矢作萌夏、SKE48の須田亜香里、NMB48の吉田朱里・白間美瑠、HKT48の田中美久、NGT48の本間日陽、乃木坂46の白石麻衣、欅坂46の織田奈那・平手友梨奈・長沢菜々香・石森虹花・佐藤詩織・齋藤冬優花、NEWSの手越祐也、Sexy Zoneのマリウス葉、いきものがかりの山下穂尊、2020年7月18日に逝去した三浦春馬、2020年6月にグループの活動を停止したフェアリーズ、2021年9月に解散したFoorin、2021年11月に解散したV6、2022年を以て歌手活動からの引退を発表した加山雄三、ゲストとして出演した小倉智昭にとって、最後の『FNS歌謡祭』の出演となった。また、2020年10月に活動終了および櫻坂46への改名を発表した欅坂46は同グループ名としてはこれが最後の出演となった。

## 出演者

### 司会
- 相葉雅紀（嵐）
- 永島優美（当時：フジテレビアナウンサー）

### 出演アーティスト

#### 第1夜（出演アーティスト）
- AI
- 蒼井翔太
- Aqours
- 嵐
- アリス
- 生田絵梨花
- ISSA（DA PUMP）
- 井上芳雄
- 伊原六花
- AKB48
- EXILE
- 大原櫻子
- 関ジャニ∞[注 44]
- 木下晴香
- 京本大我（SixTONES / ジャニーズJr.）
- KinKi Kids[注 45]
- 久保田利伸
- 劇団四季
- CHEMISTRY
- 欅坂46[注 46]（井上梨名、武元唯衣、田村保乃、藤吉夏鈴、松田里奈、森田ひかる）
- 倖田來未
- 郷ひろみ
- ゴスペラーズ
- 三代目 J SOUL BROTHERS from EXILE TRIBE
- 椎名林檎
- ジェジュン
- JUJU
- 城田優
- 鈴木雅之
- Takamiy
- デーモン閣下
- 東京スカパラダイスオーケストラ
- 中元みずき
- 中山美穂
- 夏川りみ
- NEWS
- 乃木坂46
- 秦基博
- 濱田めぐみ
- BTS
- 平井堅
- 広瀬香美
- Foorin
- Hey! Say! JUMP
- 槇原敬之
- 三浦大知
- 三浦春馬
- 水樹奈々
- 宮野真守
- 宮本笑里
- May J.
- 森高千里
- 薬師丸ひろ子
- 山崎育三郎
- LA DIVA（森山良子 / 平原綾香.  新妻聖子 / サラ・オレイン）[注 47]
- LiSA
- Little Glee Monster
- 『Endless SHOCK』（堂本光一 / 中山優馬 / 前田美波里 他[注 48]）
- ミュージカル『ヘアスプレー』（渡辺直美 / Crystal Kay 他[注 49]）

太文字は当年のNHK『第70回NHK紅白歌合戦』に出場。
※五十音順（ミュージカル企画は除く）

#### 第2夜（出演アーティスト）
- いきものがかり
- 石丸幹二
- 伊礼彼方
- 亀梨和也
- 加山雄三 & The Rock Chippers（森山良子／谷村新司／南こうせつ／さだまさし／THE ALFEE）
- Kis-My-Ft2
- 木梨憲武
- King & Prince
- 欅坂46
- ゴールデンボンバー
- コブクロ
- THE YELLOW MONKEY
- THE RAMPAGE from EXILE TRIBE
- ジェニーハイ
- GENERATIONS from EXILE TRIBE
- ジャニーズWEST[注 50]
- Sexy Zone[注 51]
- ソニン
- DA PUMP
- DEAN FUJIOKA
- 東方神起
- 堂本剛
- Toshl
- ナオト・インティライミ
- 中川晃教
- Perfume
- BiSH
- 日向坂46
- V6
- フェアリーズ
- 藤巻亮太
- 松下奈緒
- MAN WITH A MISSION
- 山崎育三郎
- 和田アキ子
- ミュージカル『アナスタシア』（葵わかな／海宝直人）
- ミュージカル『四月は君の嘘』（小関裕太／木村達成／生田絵梨花 他）
- ミュージカル『ミス・サイゴン』（市村正親／大原櫻子 他）

太文字は当年のNHK『第70回NHK紅白歌合戦』に出場。
※五十音順（ミュージカル企画は除く）
- 堂本剛FUNK同好会：堂本剛（Vo.、Gt.）/くっきー!（Ba.）/Gakushi（Key.）/SASUKE（トロンボーン）/かわ島崇文（Sax）/LUIS Valle（トランペット）/加藤いづみ（コーラス）/亜美（コーラス）/佐々木詩織（コーラス）/ゆりやんレトリィバァ（コーラス） ほか[注 52]

### ゲスト
第1夜
- 小倉智昭 - フリーアナウンサー、同局系情報番組『情報プレゼンター とくダネ!』メインキャスター
- 田中将大 - MLB ニューヨーク・ヤンキース投手

### 音楽・演奏
- 武部聡志音楽団

第1夜
音楽監督&Pf.：武部聡志／演奏：Dr. 村石雅行、Ba. 浜崎賢太、Gt. 鳥山雄司・遠山哲朗、Key. 清水俊也、Cho. 今井マサキ・加藤いづみ・佐々木詩織、Strings. 今野均ストリングス、MNP. 前田雄吾
第2夜
音楽監督：武部聡志／演奏：Pf. eji、Dr. 髭白健、Gt. 高慶“CO-K”卓史、Ba. 櫻井陸来、Strings. 原口梓ストリングス、MNP. 篠崎恭一

## セットリスト

### 第1夜（セットリスト）
| 順番 | アーティスト                          | 楽曲                                                                      |
| ---- | ------------------------------------- | ------------------------------------------------------------------------- |
| 1    | 広瀬香美×Little Glee Monster          | ロマンスの神様 (1993/広瀬香美)                                            |
| 2    | 広瀬香美×乃木坂46                     | ゲレンデがとけるほど恋したい (1995/広瀬香美)                              |
| 3    | 広瀬香美×LiSA×大原櫻子                | promise (1996/広瀬香美)                                                   |
| 4    | Hey! Say! JUMP                        | 上を向いて歩こう (1961/坂本九)                                            |
| 5    | 夏川りみ×水樹奈々                     | 時の流れに身をまかせ (1986/テレサ・テン)                                  |
| 6    | 嵐                                    | Love so sweet (2007)                                                      |
| 7    | 嵐                                    | BRAVE                                                                     |
| 8    | 槇原敬之×宮野真守                     | 冬がはじまるよ (1991/槇原敬之)                                            |
| 9    | 槇原敬之×井上芳雄×山崎育三郎×城田優   | 世界に一つだけの花 (2003/SMAP)                                            |
| 10   | 郷ひろみ×倖田來未                     | GOLDFINGER '99 (1999/郷ひろみ)                                            |
| 11   | アリス×デーモン閣下×Takamiy           | エスピオナージ (1981/アリス)                                              |
| 12   | ゴスペラーズ×Little Glee Monster      | 永遠に (2000/ゴスペラーズ)                                                |
| 13   | Foorin                                | パプリカ (2018)                                                           |
| 14   | LA DIVA                               | Bohemian Rhapsody (1975/クイーン)                                         |
| 15   | 薬師丸ひろ子                          | 時代 (1975/中島みゆき)                                                    |
| 16   | 乃木坂46                              | 夜明けまで強がらなくてもいい                                              |
| 17   | KinKi Kids                            | 光の気配                                                                  |
| 18   | 三代目 J SOUL BROTHERS                | Welcome to TOKYO (2016/三代目 J Soul Brothers)                            |
| 19   | 秦基博×安田章大(関ジャニ∞)            | Raspberry Lover (秦基博)                                                  |
| 20   | 生田絵梨花                            | 生まれてはじめて (2014/神田沙也加&松たか子)                               |
| 21   | May J.                                | Let It Go 〜ありのままで〜 (2014)                                         |
| 22   | 中元みずき                            | イントゥ・ジ・アンノウン 〜心のままに                                     |
| 23   | 倖田來未×蒼井翔太                     | 愛のうた (2007/倖田來未)                                                  |
| 24   | Hey! Say! JUMP                        | ファンファーレ!                                                           |
| 25   | 中山美穂                              | 色・ホワイトブレンド (1986)                                               |
| 26   | 薬師丸ひろ子                          | メイン・テーマ (1984)                                                     |
| 27   | 森高千里×CHEMISTRY                    | SNOW AGAIN (1997/森高千里)                                                |
| 28   | Little Glee Monster                   | ECHO                                                                      |
| 29   | 鈴木雅之×白石麻衣(乃木坂46)           | Necessary                                                                 |
| 30   | BTS                                   | FAKE LOVE -Japanese ver.- (2018/防弾少年団 (BTS))                         |
| 31   | EXILE                                 | 愛のために 〜for love, for a child〜                                      |
| 32   | 大原櫻子                              | Part of Your World (1989/ジョディ・ベンソン)                              |
| 33   | 劇団四季                              | アンダー・ザ・シー (1989/サミュエル・E・ライト)                           |
| 34   | 久保田利伸×JUJU×三浦大知              | LA・LA・LA LOVE SONG (1996/久保田利伸 with NAOMI CAMPBELL)                |
| 35   | 平井堅×東京スカパラダイスオーケストラ | POP STAR (2005/平井堅)                                                    |
| 36   | 郷ひろみ×三浦春馬                     | 言えないよ (1994/郷ひろみ)                                                |
| 37   | 井上芳雄×京本大我                     | 闇が広がる (エリザベートキャスト)                                         |
| 38   | 山崎育三郎×濱田めぐみ                 | THE PHANTOM OF THE OPERA (1986/マイケル・クロフォード&サラ・ブライトマン) |
| 39   | 城田優×木下晴香                       | あなたこそ音楽 (1991/ファントム、クリスティーヌ)                          |
| 40   | 秦基博×宮野真守×宮本笑里              | ひまわりの約束 (2014/秦基博)                                              |
| 41   | 椎名林檎                              | 公然の秘密                                                                |
| 42   | 三代目 J SOUL BROTHERS                | 冬空                                                                      |
| 43   | 水樹奈々×蒼井翔太×Takamiy             | METANOIA (水樹奈々)                                                       |
| 44   | AKB48                                 | サステナブル                                                              |
| 45   | AI                                    | Baby You Can Cry                                                          |
| 46   | AI                                    | ハピネス (2011)                                                           |
| 47   | JUJU×NEWS                             | やさしさで溢れるように (2009/JUJU)                                        |
| 48   | 大原櫻子×LiSA×欅坂46                  | サンタが街にやってくる (1934/クリスマスソング)                            |
| 49   | Hey! Say! JUMP                        | 赤鼻のトナカイ (1949/ジーン・オートリー&ザ・ピナフォア)                   |
| 50   | Aqours×AKB48                          | ジングルベル (1857/クリスマスソング)                                      |
| 51   | CHEMISRY×水樹奈々×ゴスペラーズ        | クリスマス・イブ (1983/山下達郎)                                          |
| 52   | LA DIVA                               | All I Want For Christmas Is You (1994/マライア・キャリー)                 |
| 53   | 槇原敬之×ジェジュン                   | チキンライス (2004/浜田雅功と槇原敬之)                                    |
| 54   | 嵐                                    | Turning Up                                                                |
| 55   | ミュージカル『ヘアスプレー』          | You Can't Stop The Beat (2002)                                            |
| 56   | 『Endless SHOCK』                     | MUGEN（夢幻） (2017)                                                      |
| 57   | 『Endless SHOCK』                     | CONTINUE (2006)                                                           |
| 58   | ISSA×ジェジュン                       | OH MY LITTLE GIRL (1994/尾崎豊)                                           |
| 59   | 三浦春馬                              | Fight for your heart                                                      |
| 60   | CHEMISTRY×城田優                      | You Go Your Way (2001/CHEMISTRY)                                          |
| 61   | EXILE                                 | Rising Sun (2011)                                                         |
| 62   | BTS                                   | Boy With Luv -Japanese ver.- (防弾少年団)                                 |
| 63   | 椎名林檎                              | おいしい季節 (2011/栗山千明)                                              |
| 64   | NEWS                                  | Love Story                                                                |
| 65   | Aqours                                | 未来の僕らは知ってるよ (2017)                                             |
| 66   | 東京スカパラダイスオーケストラ        | 銀河と迷路 (2003)                                                         |
| 67   | 鈴木雅之×伊原六花                     | ラブ・ドラマティック feat. 伊原六花 (鈴木雅之)                            |
| 68   | 中山美穂                              | 君のこと                                                                  |
| 69   | 三浦大知                              | COLORLESS                                                                 |
| 70   | 久保田利伸                            | その人                                                                    |
| 71   | 平井堅                                | ＃302                                                                     |
| 72   | 関ジャニ∞                             | 友よ                                                                      |

### 第2夜（セットリスト）
| 順番 | アーティスト                                                                                         | 楽曲                                               |
| ---- | --- | -------------------------------------------------- |
| 1    | King & Prince                                                                                        | One Love (2008/嵐)                                 |
| 2    | 藤巻亮太×Toshl                                                                                       | 粉雪 (2005/レミオロメン)                           |
| 3    | DA PUMP                                                                                              | P.A.R.T.Y. 〜ユニバース・フェスティバル〜          |
| 4    | 日向坂46                                                                                             | 日向坂                                             |
| 5    | 日向坂46                                                                                             | こんなに好きになっちゃっていいの?                  |
| 6    | 加山雄三 & The Rock Chippers                                                                         | Forever with you 〜永遠の愛の歌〜                  |
| 7    | DEAN FUJIOKA×松下奈緒                                                                                | Smile (1954/ナット・キング・コール)                |
| 8    | 和田アキ子                                                                                           | 愛の讃歌 (1960/越路吹雪)                           |
| 9    | 欅坂46                                                                                               | 月曜日の朝、スカートを切られた (2017)              |
| 10   | Kis-My-Ft2                                                                                           | Edge of Days                                       |
| 11   | Sexy Zone                                                                                            | 麒麟の子                                           |
| 12   | ジャニーズWEST                                                                                       | Big Shot!!                                         |
| 13   | ゴールデンボンバー                                                                                   | 令和                                               |
| 14   | 中川晃教                                                                                             | 僕こそ音楽 (2002/モーツァルト!キャスト)            |
| 15   | 伊礼彼方                                                                                             | スターズ (1987/レ・ミゼラブルキャスト)             |
| 16   | ソニン                                                                                               | もう許さない (2018/マリー・アントワネットキャスト) |
| 17   | 石丸幹二                                                                                             | 時が来た (2001/ジキル&ハイドキャスト)              |
| 18   | 山崎育三郎×ジャニーズWEST                                                                            | お祭りマンボ (1952/美空ひばり)                     |
| 19   | DEAN FUJIOKA                                                                                         | Shelly                                             |
| 20   | MAN WITH A MISSION                                                                                   | Remember Me                                        |
| 21   | 和田アキ子×フェアリーズ                                                                              | 笑って許して (1970/和田アキ子)                     |
| 22   | 20th Century                                                                                         | 君だけに (1987/少年隊)                             |
| 23   | Sexy Zone                                                                                            | 夜空ノムコウ (1998/SMAP)                           |
| 24   | Kis-My-Ft2                                                                                           | 愛のかたまり (2001/KinKi Kids)                     |
| 25   | ジャニーズWEST                                                                                       | WAになっておどろう (1997/V6)                       |
| 26   | 亀梨和也×Kis-My-Ft2×Sexy Zone×ジャニーズWEST                                                         | Can do! Can go! (1998/V6)                          |
| 27   | 木梨憲武                                                                                             | GG STAND UP!! feat. 松本孝弘                       |
| 28   | 木梨憲武                                                                                             | I LOVE YOUだもんで。                               |
| 29   | ジェニーハイ×アイナ・ジ・エンド(BiSH)                                                                | 不便な可愛げ                                       |
| 30   | THE RAMPAGE                                                                                          | いつかのメリークリスマス (1992/B'z)                |
| 31   | GENERATIONS                                                                                          | I Believe (2007/EXILE)                             |
| 32   | いきものがかり                                                                                       | 気まぐれロマンティック (2008)                      |
| 33   | コブクロ                                                                                             | ここにしか咲かない花 (2005)                        |
| 34   | ナオト・インティライミ                                                                               | まんげつの夜                                       |
| 35   | ミュージカル『ミス・サイゴン』                                                                       | 火がついたサイゴン（1987）                         |
| 36   | ミュージカル『ミス・サイゴン』                                                                       | 命をあげよう（1987）                               |
| 37   | ミュージカル『ミス・サイゴン』                                                                       | ブイ ドイ（1987）                                  |
| 38   | ミュージカル『ミス・サイゴン』                                                                       | アメリカン・ドリーム（1987）                       |
| 39   | ミュージカル『四月は君の嘘』                                                                         | Perfect（2020）                                    |
| 40   | ミュージカル『四月は君の嘘』                                                                         | If I Can't Hear The Music（2020）                  |
| 41   | ミュージカル『四月は君の嘘』                                                                         | Perfect（2020）                                    |
| 42   | ミュージカル『四月は君の嘘』                                                                         | Speed of Sound（2020）                             |
| 43   | ミュージカル『アナスタシア』                                                                         | My Petersburg 俺のペテルブルク（2020）             |
| 44   | ミュージカル『アナスタシア』                                                                         | Journey to the Past 過去への旅（2020）             |
| 45   | コブクロ                                                                                             | 大阪SOUL                                           |
| 46   | THE YELLOW MONKEY                                                                                    | 太陽が燃えている (1995)                            |
| 47   | THE RAMPAGE                                                                                          | Move the World                                     |
| 48   | GENERATIONS                                                                                          | One in a Million -奇跡の夜に-                      |
| 49   | King & Prince                                                                                        | koi-wazurai                                        |
| 50   | 亀梨和也                                                                                             | Rain                                               |
| 51   | V6                                                                                                   | ある日願いが叶ったんだ                             |
| 52   | いきものがかり                                                                                       | SING!                                              |
| 53   | 東方神起                                                                                             | Guilty                                             |
| 54   | Perfume                                                                                              | コンピューターシティ (2006)                        |
| 55   | Perfume                                                                                              | Baby cruising Love (2008)                          |
| 56   | Perfume                                                                                              | Magic of Love (2013)                               |
| 57   | Perfume                                                                                              | 再生                                               |
| 58   | THE YELLOW MONKEY                                                                                    | DANDAN                                             |
| 59   | BiSH                                                                                                 | オーケストラ (2016)                                |
| 60   | MAN WITH A MISSION                                                                                   | FLY AGAIN 2019                                     |
| 61   | 堂本剛 FUNK同好会                                                                                    | 「しすてむ」                                       |
| 62   | 伊礼彼方・海宝直人・欅坂46・東方神起 ・ナオト・インティライミ・中川晃教 ・BiSH・日向坂46・山崎育三郎 | 見上げてごらん夜の星を (1963/坂本九)               |

### VTR
FNS歌謡祭 嵐 20周年名場面集（第1夜）
- 1999年 - 「A・RA・SHI」『1999 FNS歌謡祭』より
- 2000年 - 「感謝カンゲキ雨嵐」『2000 FNS歌謡祭』より
- 2005年 - 「WISH」『2005 FNS歌謡祭』より
- 2006年 - 「きっと大丈夫」『2006 FNS歌謡祭』より
- 2008年 - 「One Love」『2008 FNS歌謡祭』より
- 2010年 - 「果てない空」(嵐×松下奈緒) 『2010 FNS歌謡祭』より
- 2012年 - 「ワイルド アット ハート」『2012 FNS歌謡祭』より
- 2015年 - 「GUTS !」(2014/嵐×東京スカパラダイスオーケストラ) 『2015 FNS歌謡祭』より
- 2018年 - 「夏疾風」(嵐×ゆず) 『2018 FNS歌謡祭』より

FNS歌謡祭 感動の名演集（第1夜）
- 槇原敬之×嵐「冬がはじまるよ」(1991/槇原敬之) 『2009 FNS歌謡祭』より
- DREAMS COME TRUE×絢香「LOVE LOVE LOVE」(1995/DREAMS COME TRUE) 『2006 FNS歌謡祭』より
- 安全地帯×德永英明「じれったい」(1987/安全地帯) 『2012 FNS歌謡祭』より
- 横山剣×長瀬智也「タイガー&ドラゴン」(2002/クレイジーケンバンド) 『2010 FNS歌謡祭』より
- 三谷幸喜×AKB48×SKE48×NMB48「Beginner」(2010/AKB48) 『2013 FNS歌謡祭』より
- Mr.Children「HANABI」(2008) 『2008 FNS歌謡祭』より
- シン&ふうか「体の芯からまだ燃えているんだ」(2018) 『2018 FNS歌謡祭』より
- エレファントカシマシ×木村拓哉「今宵の月のように」(1997/エレファントカシマシ) 『2013 FNS歌謡祭』より

## 関連番組
- VS嵐

当番組の司会を務める相葉雅紀が嵐としてレギュラー出演しているバラエティ番組。
同年11月7日放送分では当番組の司会者と放送日が発表された。
また以降の放送でも毎回随時に出演アーティストや企画の発表が同番組の終盤で行われていた。
- FNS歌謡祭2019 みどころ

当番組の放送の前週から当週にかけて5回にわたって、同年11月30日 0:55 - 1:05、13:30 - 14:30、12月1日 1:45 - 1:55、12月3日 0:25 - 0:35、12月4日 0:25 - 0:35で放送された事前番組。
番組に出演する司会・アーティストがインタビュー形式で本年の企画・みどころを紹介された。
フジテレビと一部の系列局で放送。